# NGC 2011
NGC 2011 (другое обозначение — ESO 56-SC144) — рассеянное скопление в созвездии Золотая Рыба.
Этот объект входит в число перечисленных в оригинальной редакции «Нового общего каталога».
На диаграмме Герцшпрунга-Рассела для NGC 2011 видна нетипичная особенность: раздвоение левой части главной последовательности, как будто она состоит из двух главных последовательностей, одна из которых краснее. Причина этого в том, что в скоплении наблюдаются две разные звёздные популяции. Звёзды, составляющие более красную главную последовательность, принадлежат к основной части скопления, а звёзды более синей — к окружению.